# L'Henriade
L'Henriade és una epopeia en deu cants, obra de Voltaire. Voltaire va escriure l'Henriade en honor del rei de França Enric IV i de la tolerància. L'assumpte gira al voltant del setge de París, començat per Enric III i per Enric de Navarra, futur Enric IV de França. L'escena es desenvolupa entre París i Ivry-la-Bataille, on es lliurà aquesta famosa batalla que va determinar la sort de França i de la casa reial. El poema està fonamentat en una història coneguda, de la qual s'ha conservat la veritat en els esdeveniments principals. Els altres, menys respectables, han estat retallats o arreglats seguint la versemblança del que exigeix un poema.
L'Henriade es compon de dues parts; esdeveniments reals i ficcions meravelloses, tals com la predicció de la conversió d'Enric IV, la protecció que li donà el rei sant Lluís IX de França, avantpassat de la Casa Reial de França no només la branca dels Valois a la qual pertanyia Enric III sinó també la dels Borbons dels quals descendia Enric IV, Lluís XV i el Regent: la seva aparició, el foc del cel, etc. Els altres temes, com el viatge de la Discòrdia a Roma, la Política, el fanatisme personificat, el temple de l'amor, en definitiva, les passions i els vicis, són purament al·legòrics.

## L'edició de 1728
Voltaire, aquell any, es trobava a Anglaterra i acabava d'eixugar una terrible bancarrota. El rei Lluís XV, ja adult i pare de família, quan se'n va assabentar. Ja que Lluís XV havia rebujat la dedicatòria, Voltaire, en vista de les circumstàncies, en va fer llavors l'honor a la reina Elisabet I d'Anglaterra.
L'edició de Londres, 1728, in-quarto de 3 ff. 5 ff. (llista subscriptors) i 202 pàg. és la primera que porta el títol de Henriade, qui sigui completa, és a dir en deu cants i que va ser feta completament sota la supervisió de l'autor.

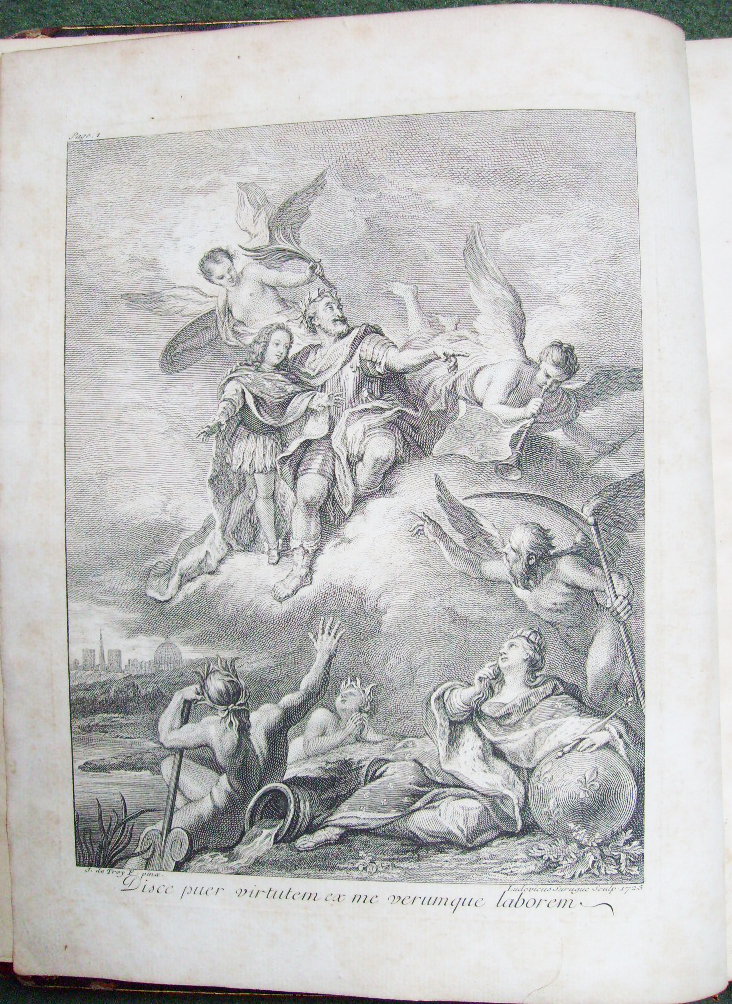
Portada
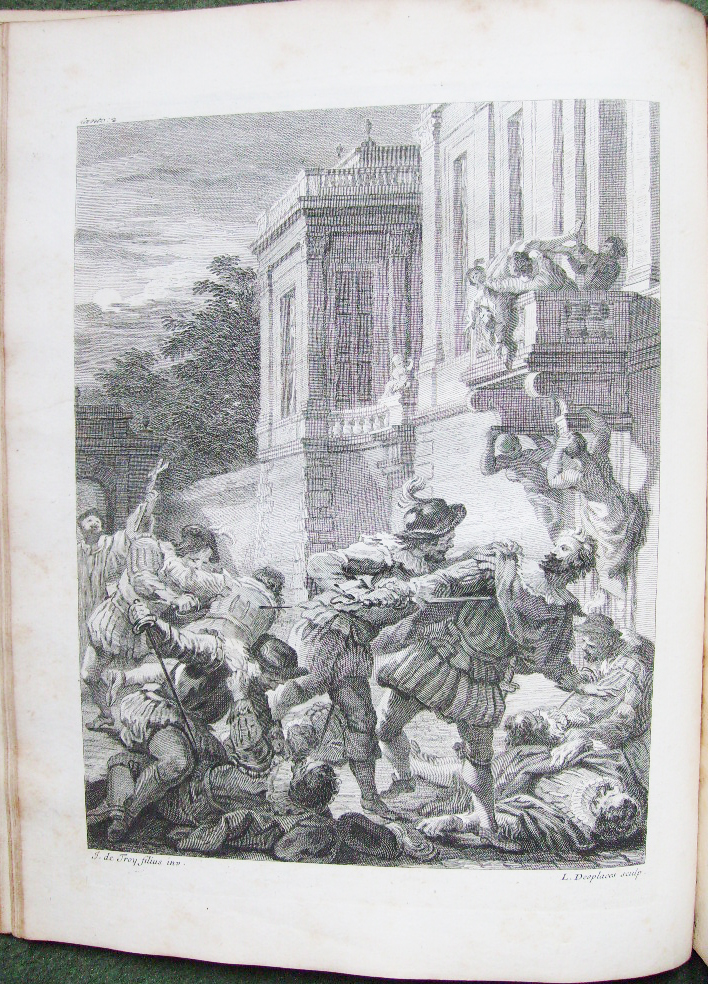
Cant II
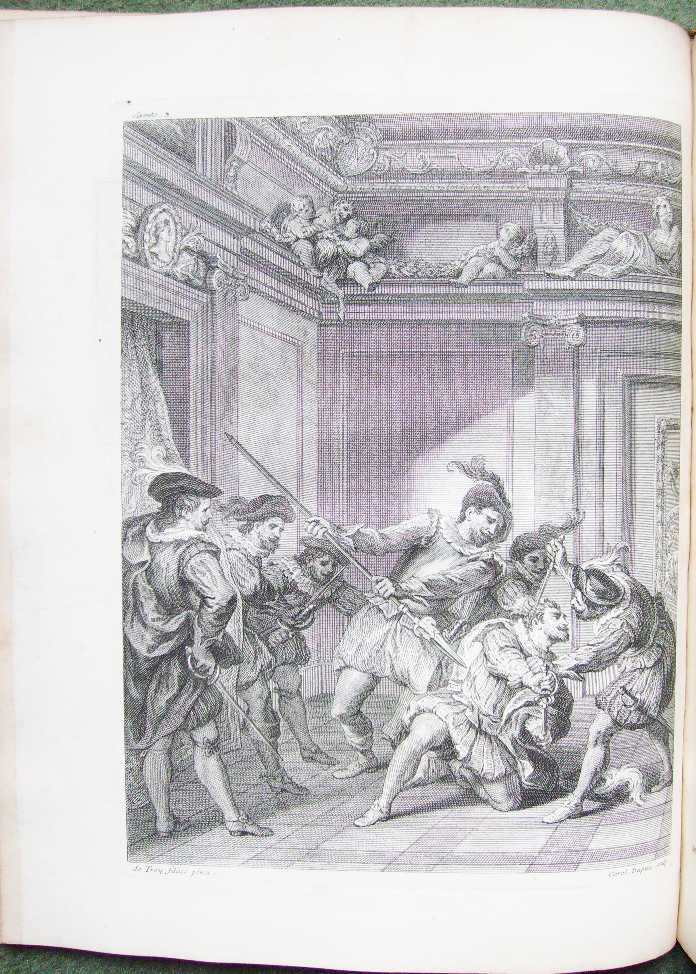
Cant III
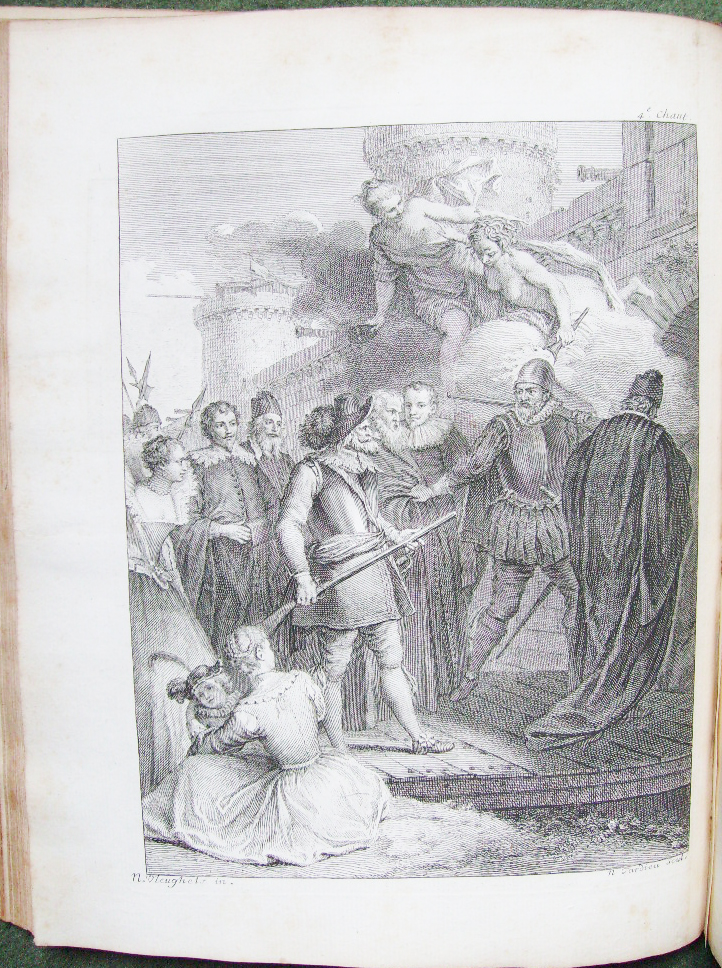
Cant IV
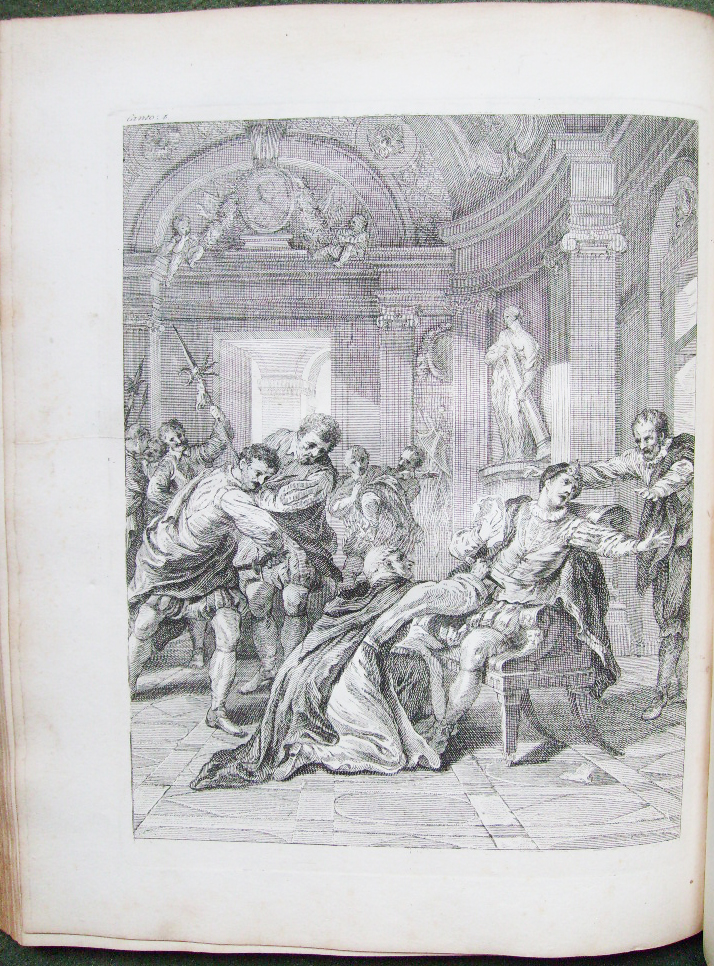
Cant V
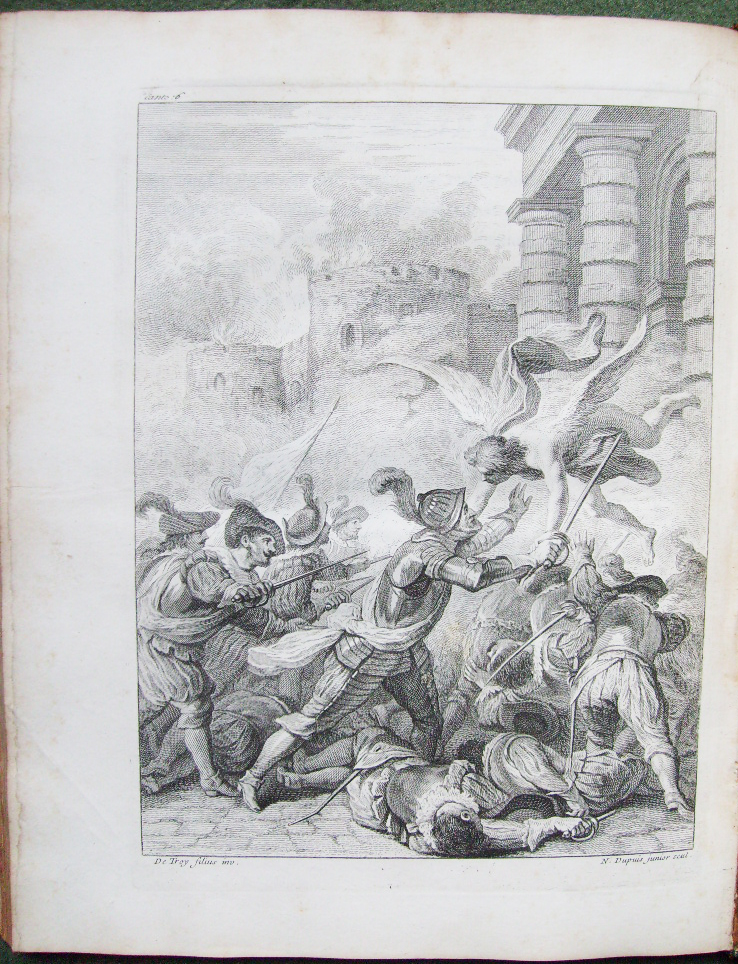
Cant VI
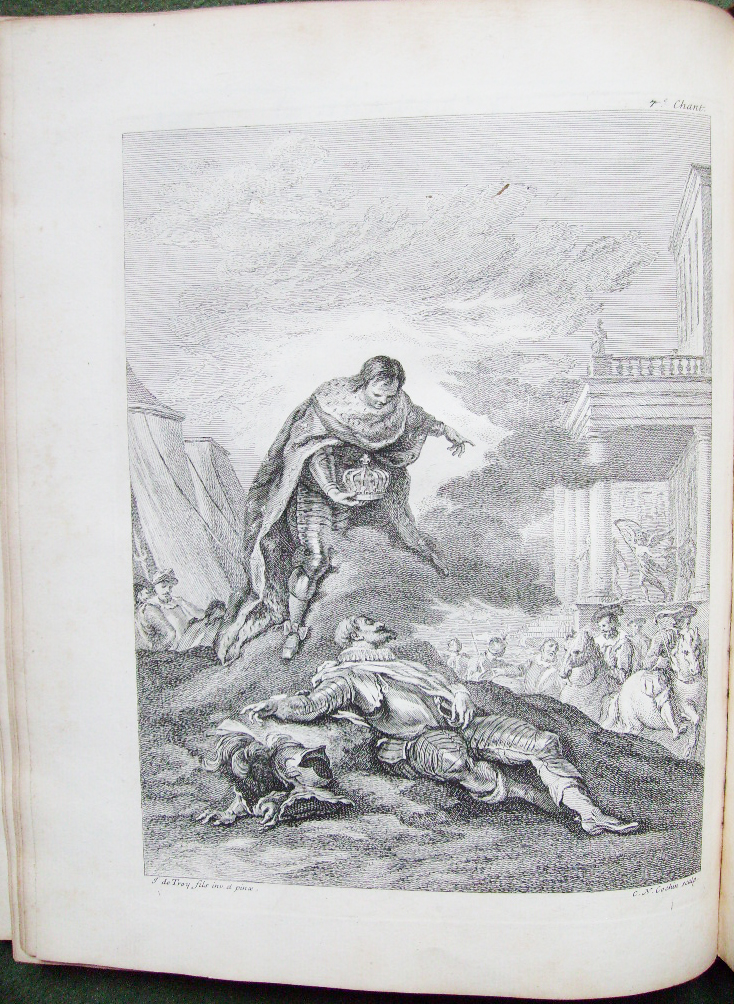
Cant VII
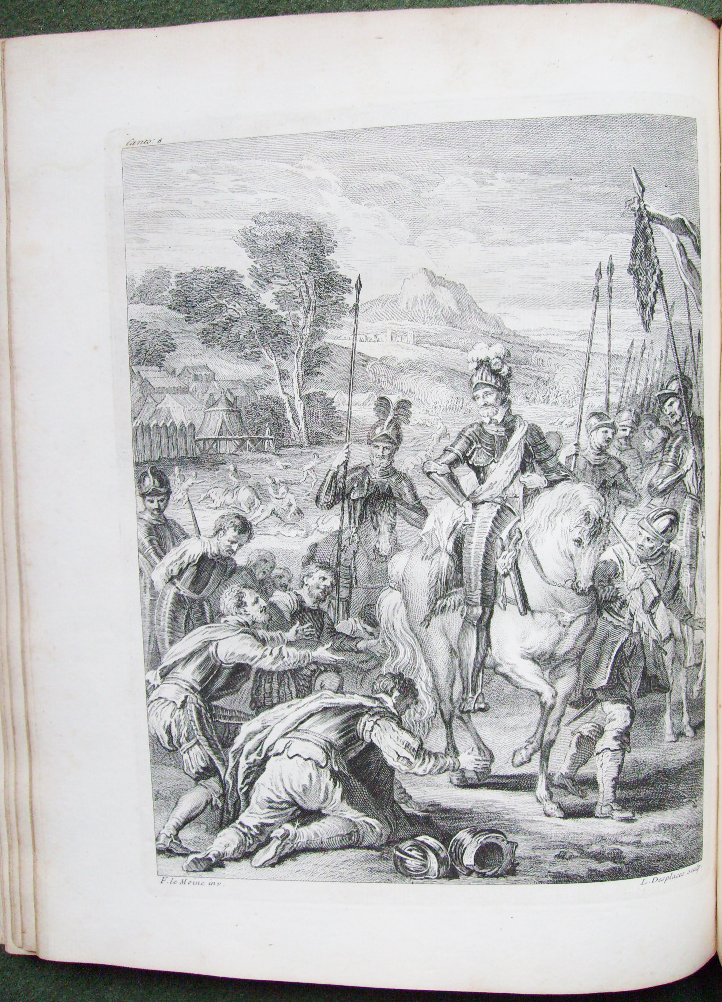
Cant VIII
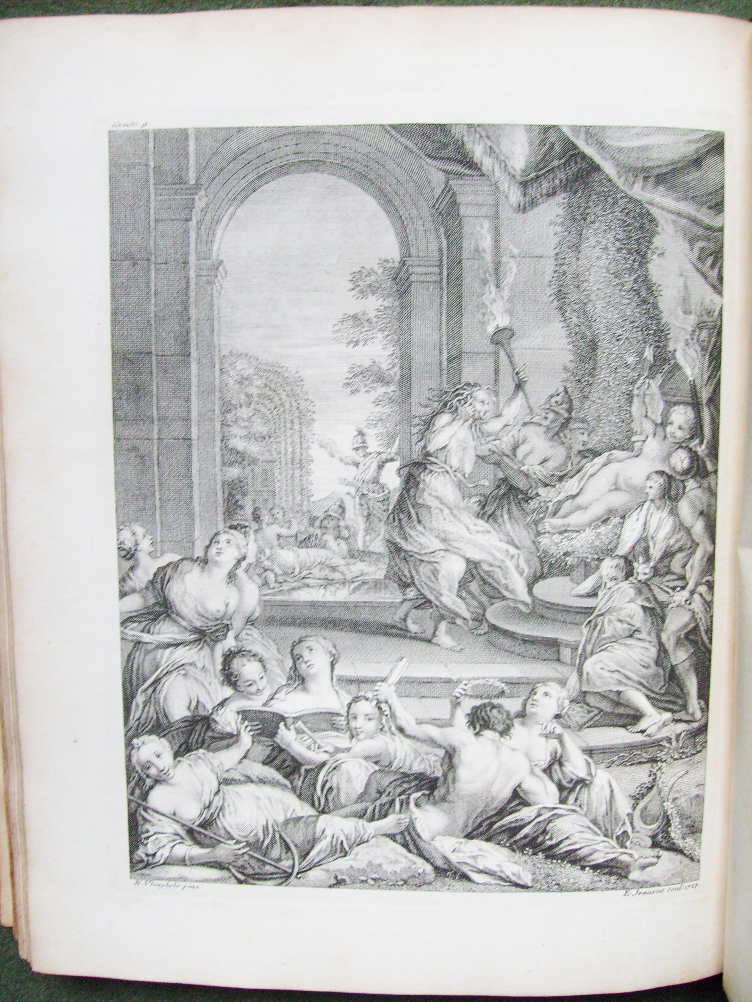
Cant IX
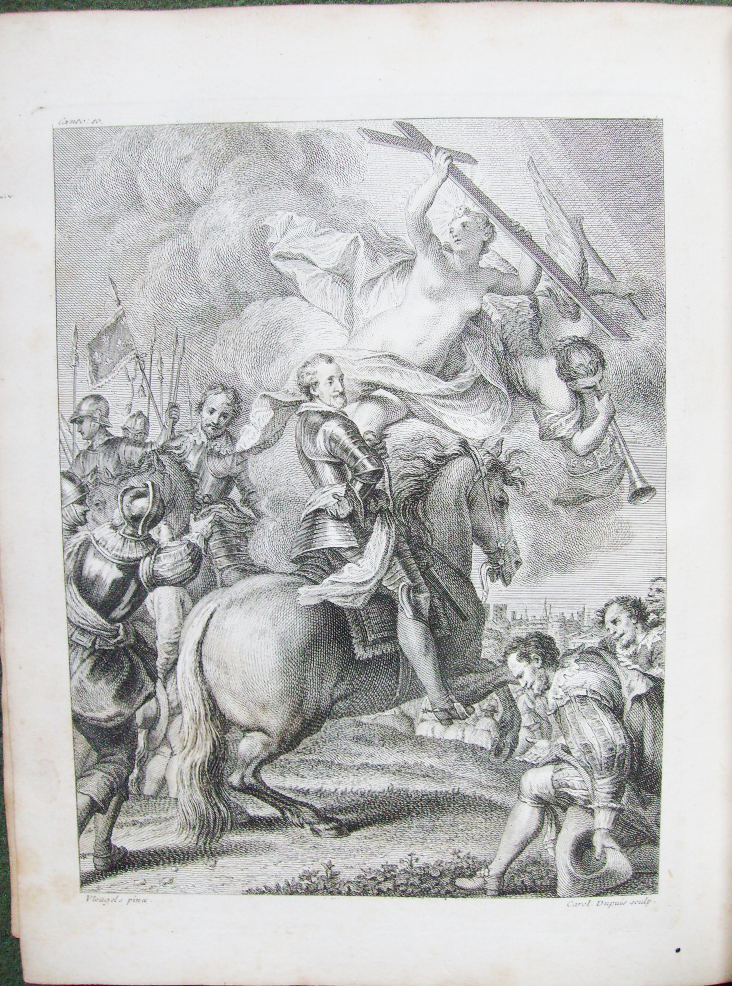
Cant X

La il·lustració d'aquesta edició serà represa (la majoria del temps en reducció) per a la majoria de les múltiples edicions posteriors.

## Il·lustracions per a l'edició de Kehl in-4

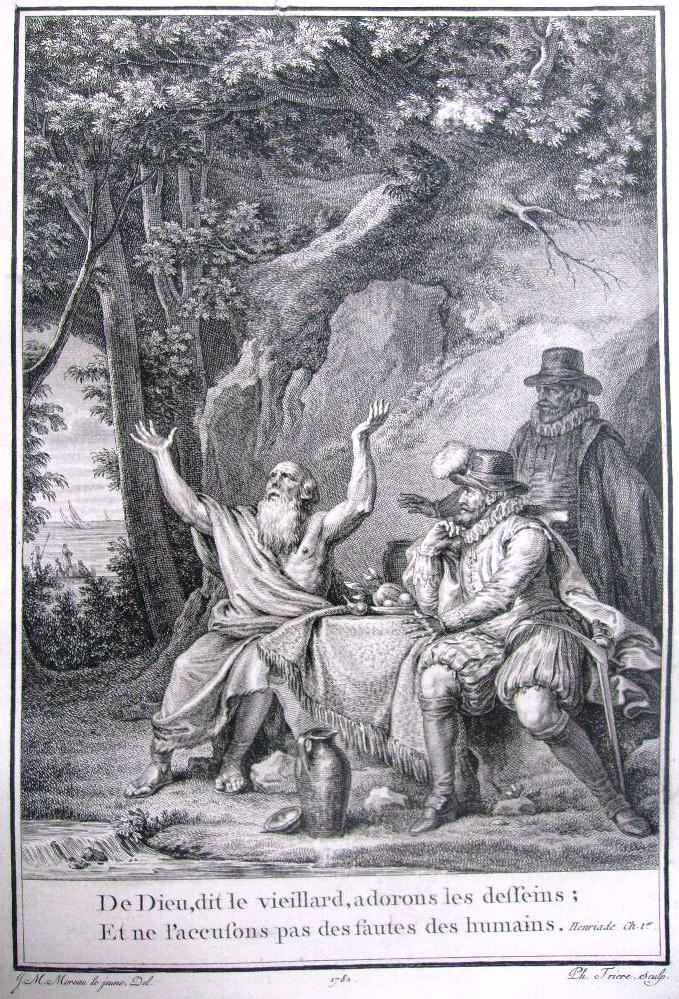
Cant I: De Déu, anomenat el vell, adorem els propòsits, i no l'acusem de les faltes dels humans.
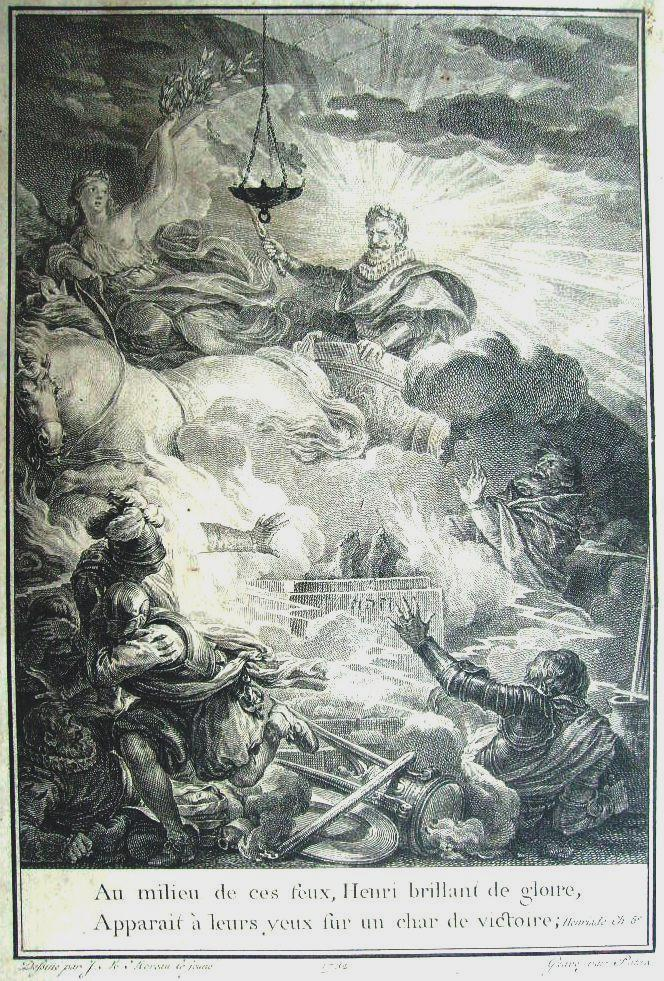
Cant V: Enmig d'aquests focs, Henri resplendint de glòria, Apareix als seus ulls sobre un carro de victòria.

Iconografia de l'edició de Kehl in-4°; de 1789:
Dibuixades per Jean-Michel Moreau, gravades per Triera, Patas...

## Addicions al poema
L'Henriade va fer objecte d'un gran nombre d'addicions al fil de nombroses reimpressions successives, sota formes de notes i observacions, de prefacis, de cartes o ben encara de crítiques. Aquestes van ser en part redactades per Voltaire ell mateix però també per bé d'altres tal com Faget, Linant, Gandouin, Lenglet Dufresnoy, Marmontel, Frederic el Gran, La Beaumelle o fins i tot Bidaut.
Woodman & Lyon a la seva edició de 1728, afegeixen els Pensaments sobre l'Henriade escrita per un tal Faget. Aquesta referència serà reproduïda per GOsse & Neaulme, sempre el mateix any, sota el títol de Crítica de l'Henriade. El 1730, apareixen per primera vegada, La Història abreujada dels esdeveniments, etc. i La idea de l'Henriade, Voltaire afegeix d'altra banda a aquesta edició, un gran nombre de notes. El 1733, La prova sobre la poesia èpica és imprès de resultes de L'Henriade, això ja no és la traducció de l'abat Desfontaines que Voltaire havia estat obligat a corregir, sinó una nova obra «retreballada en francès i ampliada significativament pel mateix autor de L'Henriade».
Linant, a la seva edició de 1737, afegeix un prefaci de la seva mà i hi ajunta una Carta d'Antonio Cocchi, lector de Pisa, al Sr. Rinuccini, secretari d'Estat de Florència, traduïda pel baró Elderchen, camarlenc del rei de Suècia. El 1741, Gaudouin afegeix a la seva edició, els canvis recollits per l'abat Lenglet Dufresnoy (als quals adjuntarà les seves observacions), a les edicions anteriors del poema (sobretot aquelles de 1723 i de 1737) amb l'objectiu d'ajuntar-los a l'edició in-4°; de 1728.

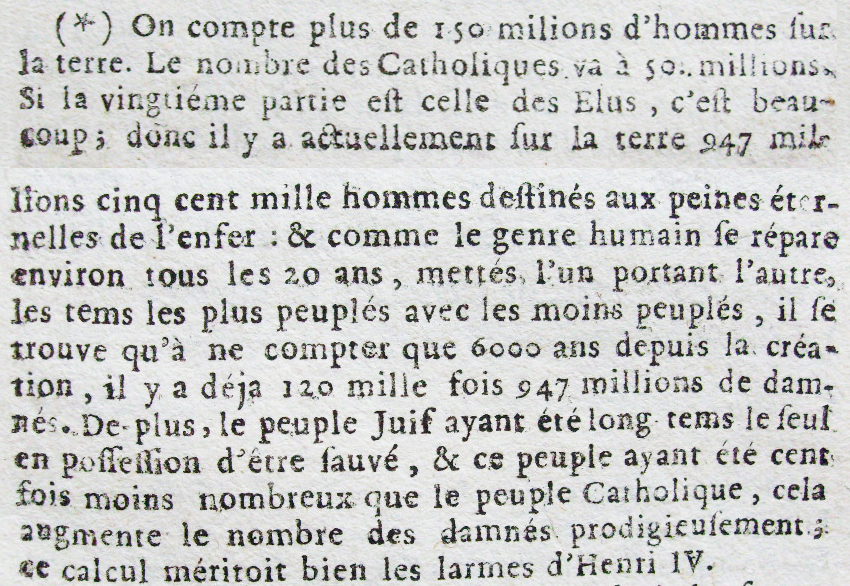
La nota dels condemnats (Londres, Nourse, 1746)

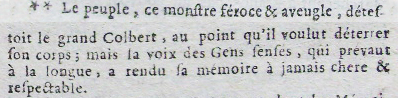
La nota sobre Colbert (Londres, Nourse, 1746)

El 1746, l'edició de Prault, va ser objecte d'un nou prefaci escrit per Marmontel. Aquest prefaci serà reproduït a la majoria de les edicions següents. Es troba en aquesta edició, la nota que s'anomena «la nota dels condemnats» perquè conté una estimació sobre el nombre d'homes destinats a les penes eternes de l'infern. Se la sobrenomenarà, per això «L'Henriade dels condemnats», aquesta nota ja no serà reimpresa i es troba de manera única amb la nota sobre Colbert al primer tom de les Obres de Mr. Voltarie, Londres (Trévoux), Jean Nourse 1746. El nou prefaci preparat per a aquesta edició és interessant sobretot en el fet que ens ensenya sobre l'édification edició in-4°; de 1728, tanca també en algunes notes pàg. 316, 344, 359, 360, 367, 371, 379, 381, 385, 388), la refutació de certes observacions de Lenglet Dufresnoy.
El 1756, apareixia un Pròleg de Frederic el Gran (del qual Marmontel ja havia inserit anteriorment un fragment al seu prefaci) que estava destinat a una edició per a lliurar-li al rei de Prússia, però que mai ha aparegut. A més a més, Voltaire en aquesta edició va treure el cant V. La Beaumelle el 1769 va afegir noves observacions a les quals Bidaut el 1780 aportarà, a les principals, una resposta.
A l'edició de l'Henriade, de 1770, es llegeix, al capdavant, una carta adreçada per Voltaire a Eisen, on s'expressa en aquests termes: «Em penso, senyor, que l'Henriade passarà a la posteritat veient les estampes amb què vós l'embelliu. La idea i l'execució també us fan, igualment, l'honor. Estic segur que l'edició on es troben, serà la més buscada, ...»

## Edició moderna
- L'Henriade, O. R. Taylor, edició, Ginebra, Inst. & Museu Voltaire, 1965